# Tipula (Platytipula) chumbiensis
Tipula (Platytipula) chumbiensis is een tweevleugelige uit de familie langpootmuggen (Tipulidae). De soort komt voor in het Palearctisch gebied.